# Michal Horáček (orientační běžec)
Michal Horáček (* 1977) je český orientační běžec. S českým týmem získal bronzovou medaile v štafetách v roce 2001 na Mistrovství světa v orientačním běhu.
Světový pohár běžel v roce 1998 a 2000.

## Sportovní kariéra

### Umístění na MS a ME
| Mistrovství světa v orientačním běhu | Mistrovství světa v orientačním běhu | Mistrovství světa v orientačním běhu | Mistrovství světa v orientačním běhu |
| Rok                                  | Krátká                               | Klasika                              | Štafety                              |
| ------------------------------------ | ------------------------------------ | ------------------------------------ | ------------------------------------ |
| Inverness 1999                       | 14. místo                            | 26. místo                            | 8. místo                             |
| Tampere 2001                         |                                      | 23. místo                            | 3. místo                             |
| Rapperswil 2003                      | 18. místo                            |                                      | 15. místo                            |
| Västerås 2004                        |                                      | vzdal                                |                                      |
| Aichi 2005                           | 15. místo                            | 29. místo                            | 9. místo                             |

| Mistrovství Evropy v orientačním běhu | Mistrovství Evropy v orientačním běhu | Mistrovství Evropy v orientačním běhu | Mistrovství Evropy v orientačním běhu |
| Rok                                   | Krátká                                | Klasika                               | Štafety                               |
| ------------------------------------- | ------------------------------------- | ------------------------------------- | ------------------------------------- |
| Truskavets 2000                       | 25. místo                             | 16. místo                             | 16. místo                             |
| Sümeg 2002                            | 9. místo                              | 34. místo                             | 19. místo                             |
| Roskilde 2004                         | 26. místo                             | 6. místo                              | 7. místo                              |

| Akademické mistrovství světa v orientačním běhu | Akademické mistrovství světa v orientačním běhu | Akademické mistrovství světa v orientačním běhu | Akademické mistrovství světa v orientačním běhu |
| Rok                                             | Krátká                                          | Klasika                                         | Štafety                                         |
| ----------------------------------------------- | ----------------------------------------------- | ----------------------------------------------- | ----------------------------------------------- |
| Trondheim 1998                                  | 12. místo                                       | 18. místo                                       | 3. místo                                        |
| Roanne 2000                                     | 23. místo                                       | 19. místo                                       | 2. místo                                        |

| Mistrovství světa juniorů v orientačním běhu | Mistrovství světa juniorů v orientačním běhu | Mistrovství světa juniorů v orientačním běhu | Mistrovství světa juniorů v orientačním běhu |
| Rok                                          | Krátká                                       | Klasika                                      | Štafety                                      |
| -------------------------------------------- | -------------------------------------------- | -------------------------------------------- | -------------------------------------------- |
| Govora 1996                                  | 18. místo                                    | 19. místo                                    | 1. místo                                     |
| Leopoldsburg 1997                            | 24. místo                                    | 8. místo                                     | 2. místo                                     |

### Umístění na MČSR
| Umístění na Mistrovství Československa v orientačním běhu | Umístění na Mistrovství Československa v orientačním běhu | Umístění na Mistrovství Československa v orientačním běhu | Umístění na Mistrovství Československa v orientačním běhu | Umístění na Mistrovství Československa v orientačním běhu | Umístění na Mistrovství Československa v orientačním běhu | Umístění na Mistrovství Československa v orientačním běhu | Umístění na Mistrovství Československa v orientačním běhu |
| Ročník                                                    | Kategorie                                                 | Klasická trať                                             | Krátká trať                                               | Dlouhá trať                                               | Noční                                                     | Členství v klubu                                          |                                                           |
| --------------------------------------------------------- | --------------------------------------------------------- | --------------------------------------------------------- | --------------------------------------------------------- | --------------------------------------------------------- | --------------------------------------------------------- | --------------------------------------------------------- | --------------------------------------------------------- |
| MČSR 1992                                                 | H15 - mladší dorostenci                                   | 2. místo                                                  |                                                           |                                                           |                                                           | Slavia Liberec orienteering                               |                                                           |

### Umístění na MČR
| Umístění na Mistrovství České republiky v orientačním běhu | Umístění na Mistrovství České republiky v orientačním běhu | Umístění na Mistrovství České republiky v orientačním běhu | Umístění na Mistrovství České republiky v orientačním běhu | Umístění na Mistrovství České republiky v orientačním běhu | Umístění na Mistrovství České republiky v orientačním běhu | Umístění na Mistrovství České republiky v orientačním běhu | Umístění na Mistrovství České republiky v orientačním běhu | Umístění na Mistrovství České republiky v orientačním běhu | Umístění na Mistrovství České republiky v orientačním běhu | Umístění na Mistrovství České republiky v orientačním běhu | Umístění na Mistrovství České republiky v orientačním běhu |
| Ročník                                                     | Kategorie                                                  | Klasická                                                   | Krátká                                                     | Sprint                                                     | Dlouhá                                                     | Noční                                                      | Ranking                                                    | Členství v klubu                                           | Štafety                                                    | Kluby                                                      | Sprint. štafety                                            |
| ---------------------------------------------------------- | ---------------------------------------------------------- | ---------------------------------------------------------- | ---------------------------------------------------------- | ---------------------------------------------------------- | ---------------------------------------------------------- | ---------------------------------------------------------- | ---------------------------------------------------------- | ---------------------------------------------------------- | ---------------------------------------------------------- | ---------------------------------------------------------- | ---------------------------------------------------------- |
| MČR 1993                                                   | H16 – mladší dorostenci                                    | 3. místo                                                   | 3. místo                                                   |                                                            |                                                            |                                                            |                                                            | Slavia Liberec orienteering                                |                                                            |                                                            |                                                            |
| MČR 1994                                                   | H18 – starší dorostenci                                    | 3. místo                                                   | 6. místo                                                   | 13. místo                                                  | 4. místo                                                   | Slavia Liberec orienteering                                |                                                            |                                                            |                                                            |                                                            |                                                            |
| MČR 1995                                                   | H18 – starší dorostenci                                    | 2. místo                                                   | 5. místo                                                   | 7. místo                                                   | 1. místo                                                   | OK Chrastava                                               |                                                            |                                                            |                                                            |                                                            |                                                            |
| MČR 1996                                                   | H20 – junioři                                              | 4. místo                                                   | 22. místo                                                  | 2. místo                                                   | 5. místo                                                   | OK Chrastava                                               |                                                            |                                                            |                                                            |                                                            |                                                            |
| MČR 1997                                                   | H20 – junioři                                              | 5. místo                                                   | 1. místo                                                   | 4. místo                                                   |                                                            | OK Chrastava                                               |                                                            |                                                            |                                                            |                                                            |                                                            |
| MČR 1998                                                   | H21 – muži                                                 | 10. místo                                                  |                                                            |                                                            |                                                            | OK Chrastava                                               | 4. místo                                                   |                                                            |                                                            |                                                            |                                                            |
| MČR 1999                                                   | H21 – muži                                                 | 2. místo                                                   |                                                            |                                                            |                                                            |                                                            | 3. místo                                                   | Slavia Liberec orienteering                                | 7. místo                                                   |                                                            |                                                            |
| MČR 2000                                                   | H21 – muži                                                 | 12. místo                                                  |                                                            |                                                            |                                                            |                                                            | 9. místo                                                   | Slavia Liberec orienteering                                | 6. místo                                                   |                                                            |                                                            |
| MČR 2001                                                   | H21 – muži                                                 |                                                            |                                                            | 2. místo                                                   |                                                            |                                                            | 1. místo                                                   | Dukla Liberec                                              |                                                            |                                                            |                                                            |
| MČR 2001                                                   | H21 – muži                                                 | 2. místo                                                   | 1. místo                                                   |                                                            |                                                            |                                                            |                                                            | Slavia Liberec orienteering                                | 7. místo                                                   |                                                            |                                                            |
| MČR 2002                                                   | H21 – muži                                                 | 5. místo                                                   | 1. místo                                                   |                                                            |                                                            |                                                            | 3. místo                                                   | Dukla Liberec                                              | 3. místo                                                   |                                                            |                                                            |
| MČR 2003                                                   | H21 – muži                                                 | 8. místo                                                   | 1. místo                                                   |                                                            | 15. místo                                                  |                                                            | 3. místo                                                   | Dukla Liberec                                              | 8. místo                                                   |                                                            |                                                            |
| MČR 2004                                                   | H21 – muži                                                 |                                                            | 1. místo                                                   |                                                            |                                                            |                                                            | 4. místo                                                   | Slavia Liberec orienteering                                | 10. místo                                                  |                                                            |                                                            |
| MČR 2005                                                   | H21 – muži                                                 |                                                            | 2. místo                                                   |                                                            | 1. místo                                                   |                                                            | 5. místo                                                   | Slavia Liberec orienteering                                | 18. místo                                                  |                                                            |                                                            |
| MČR 2006                                                   | H21 – muži                                                 | 8. místo                                                   | 2. místo                                                   |                                                            |                                                            | 2. místo                                                   | 6. místo                                                   | Slavia Liberec orienteering                                | 19. místo                                                  |                                                            |                                                            |
| MČR 2007                                                   | H21 – muži                                                 |                                                            |                                                            |                                                            |                                                            |                                                            | 905. místo                                                 | Slavia Liberec orienteering                                |                                                            |                                                            |                                                            |
| MČR 2008                                                   | H21 – muži                                                 |                                                            |                                                            |                                                            |                                                            |                                                            | 1149. místo                                                | Slavia Liberec orienteering                                |                                                            |                                                            |                                                            |
| MČR 2009                                                   | H21 – muži                                                 |                                                            |                                                            |                                                            |                                                            |                                                            | 19. místo                                                  | Slavia Liberec orienteering                                | 9. místo                                                   |                                                            |                                                            |
| MČR 2010                                                   | H21 – muži                                                 |                                                            | 23. místo                                                  |                                                            |                                                            | 5. místo                                                   | 289. místo                                                 | Slavia Liberec orienteering                                | 11. místo                                                  | 8. místo                                                   |                                                            |
| MČR 2011                                                   | H21 – muži                                                 |                                                            |                                                            |                                                            |                                                            |                                                            | 111. místo                                                 | Slavia Liberec orienteering                                |                                                            |                                                            |                                                            |
| MČR 2012                                                   | H21 – muži                                                 | 12. místo                                                  |                                                            |                                                            | 6. místo                                                   | 19. místo                                                  | Slavia Liberec orienteering                                |                                                            | 13. místo                                                  |                                                            |                                                            |
| MČR 2013                                                   | H21 – muži                                                 |                                                            |                                                            |                                                            | 10. místo                                                  | 51. místo                                                  | Slavia Liberec orienteering                                | 20. místo                                                  | 17. místo                                                  |                                                            |                                                            |
| MČR 2014                                                   | H21 – muži                                                 |                                                            | 11. místo                                                  |                                                            |                                                            | 26. místo                                                  | Slavia Liberec orienteering                                | 22. místo                                                  | 23. místo                                                  |                                                            |                                                            |
| MČR 2015                                                   | H21 – muži                                                 |                                                            | 30. místo                                                  |                                                            |                                                            | 44. místo                                                  | Slavia Liberec orienteering                                |                                                            |                                                            |                                                            |                                                            |
| MČR 2016                                                   | H21 – muži                                                 |                                                            |                                                            |                                                            |                                                            | 49. místo                                                  | Slavia Liberec orienteering                                |                                                            |                                                            |                                                            |                                                            |
| MČR 2017                                                   | H21 – muži                                                 | 22. místo                                                  |                                                            |                                                            |                                                            | 41. místo                                                  | Slavia Liberec orienteering                                |                                                            |                                                            |                                                            |                                                            |
| MČR 2018                                                   | H21 – muži                                                 |                                                            |                                                            |                                                            | 23. místo                                                  | 76. místo                                                  | Slavia Liberec orienteering                                | 21. místo                                                  |                                                            |                                                            |                                                            |
| MČR 2019                                                   | H21 – muži                                                 |                                                            |                                                            |                                                            |                                                            | 59. místo                                                  | Slavia Liberec orienteering                                |                                                            |                                                            |                                                            |                                                            |
| MČR 2020                                                   | H21 – muži                                                 |                                                            | 56. místo                                                  |                                                            |                                                            | 62. místo                                                  | Slavia Liberec orienteering                                |                                                            |                                                            |                                                            |                                                            |